# Germanen

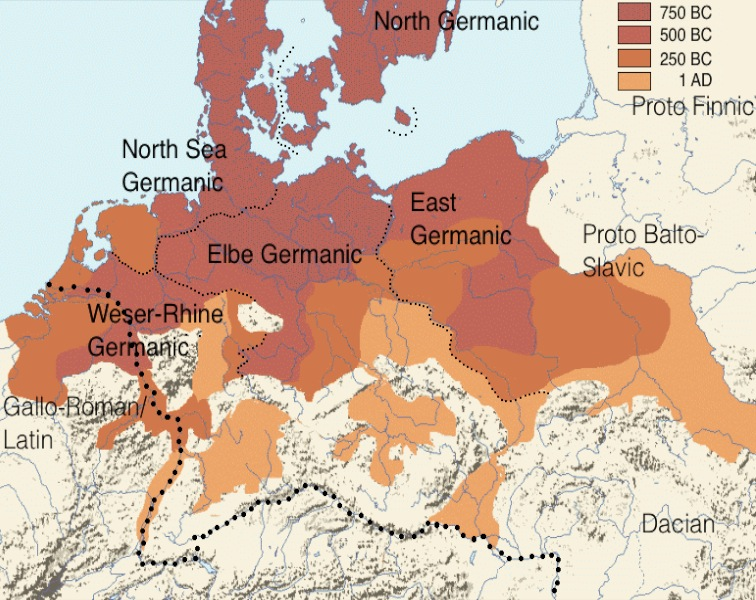
Verspreiding van de vijf Germaanse hoofdgroepen in de 1e eeuw na Chr.

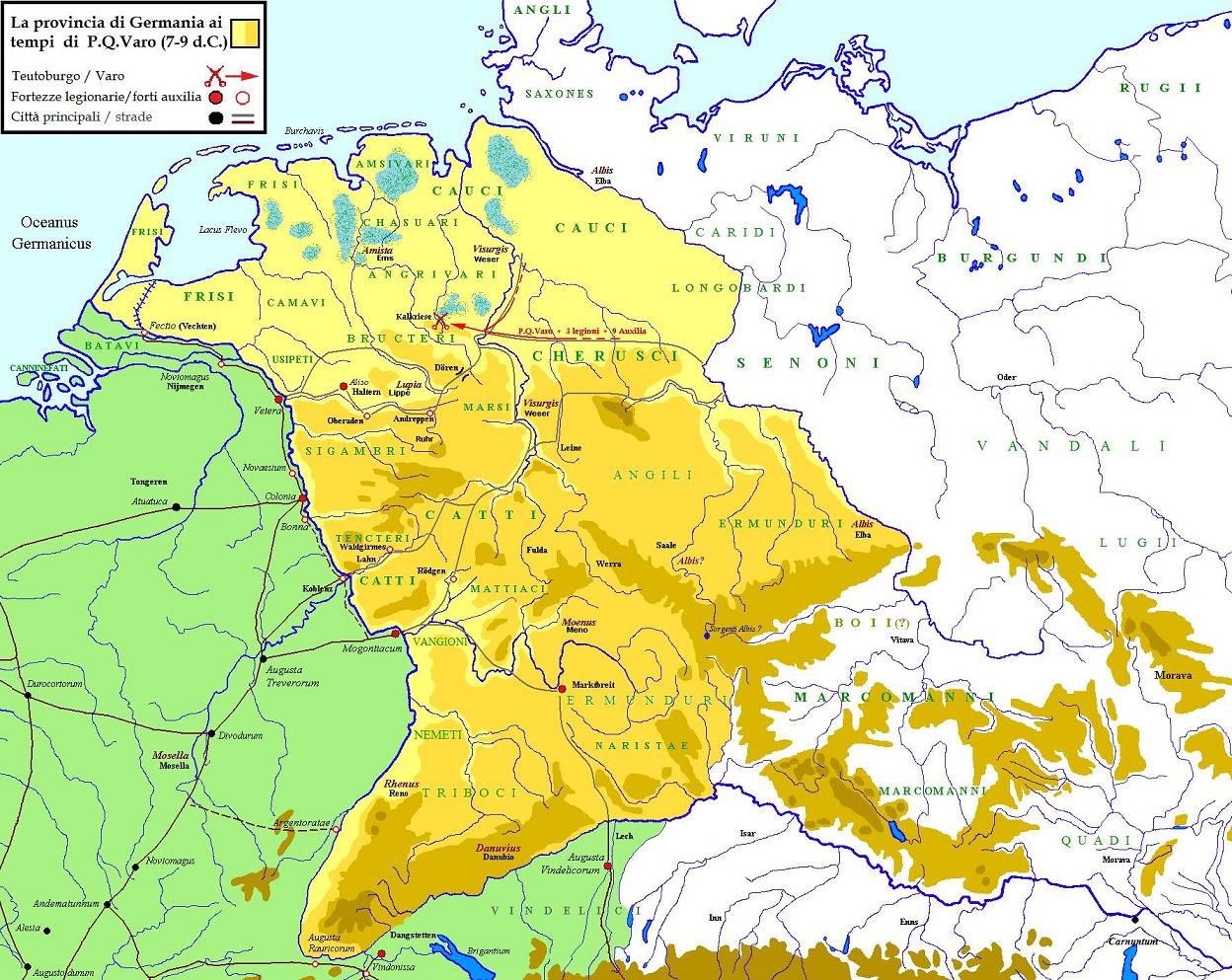
'Germania' rond het begin van de jaartelling met het woongebied van de belangrijkste stammen

Met de Germanen wordt een verzameling volkeren en stammen aangeduid die rond het begin van de gangbare jaartelling een Germaanse taal spraken. De Germaanse talen behoren tot de Indo-Europese taalfamilie. Destijds woonden Germanen in Scandinavië en op de Noord-Europese Laagvlakte.

## Geschiedenis
Rond het begin de jaartelling bestonden de Germanen uit een groot aantal stammen. Ze streden vaak tegen de Romeinen die hun woongebied, dat door de Romeinen met de ruime term 'Germanië' werd aangeduid, probeerden te veroveren. Door in 9 n.Chr. de Romeinse generaal Varus te verslaan in het Teutoburgerwoud konden ze ten oosten van de Rijn definitief hun onafhankelijkheid bewaren. Nadien waren de betrekkingen met de Romeinen lange tijd redelijk vreedzaam en leverden ze zelfs hulptroepen aan het Romeinse leger. Sommige Oost-Germanen bekeerden zich al in de vierde eeuw tot het christendom. Zij kozen echter voor een niet-orthodoxe variant: het arianisme.
Toen vanaf de derde eeuw het Romeinse Rijk begon af te takelen begonnen de Germanen eerst plundertochten te ondernemen in het verzwakte Rijk. Later vestigden veel stammen zich zelfs op Romeins grondgebied en rond het midden van de 5e eeuw namen ze het West-Romeinse Rijk geheel over waarna ze zich in heel West-Europa vestigden. In een aantal dunbevolkte noordelijke grensgebieden van het voormalige Romeinse Rijk werden zo Germaanse talen voorgoed de voertaal. Dat geldt voor Engeland (waar de Angelsaksische invasies overigens pas in de 5e eeuw begonnen), Vlaanderen en Nederland beneden de rivieren maar ook voor Oostenrijk en een groot deel van Zwitserland (zie verder Taalgrens). In de dichtbevolkte zuidelijke delen van het Romeinse Rijk waren de Germanen maar een dunne bovenlaag die uiteindelijk opging in een Romaans sprekende bevolking zoals in Frankrijk ofwel vernietigd werden door de Byzantijnen zoals de Goten (deels) en de Vandalen.
Later in de geschiedenis verspreidden de Germaanse talen zich echter verder over de aardbol. Eerst door toedoen van de Vikingen, bijvoorbeeld op IJsland. Vervolgens verspreidden de talen zich in de koloniale tijd het Engels naar alle Britse koloniën en in mindere mate de Nederlandse taal naar Zuidelijk Afrika en Suriname, en Duits naar Namibië.

## Germanen etnisch en taalkundig bezien
Het is lange tijd gebruikelijk geweest geen onderscheid te maken tussen het Germaans als linguïstisch begrip en het Germaans als etnografisch begrip (als genetisch verwant volk dus). Maar deze begrippen mogen niet zomaar vereenzelvigd worden. Zo zijn er miljoenen mensen die een Germaanse taal machtig zijn maar die genetisch niets met de Germanen van weleer te maken hebben, zoals Engelstalige Chinese of Afrikaanse immigranten in de Verenigde Staten, Afrikaanse immigranten in Zweden of Congolezen in Vlaanderen.

## Definitie

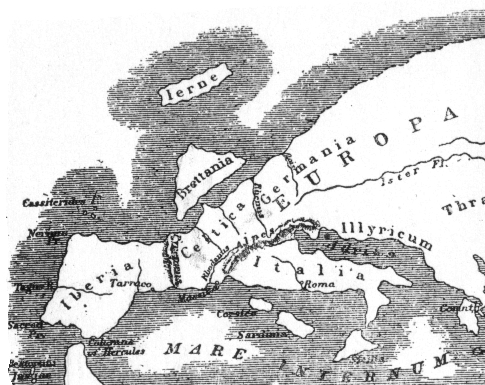
Kaart van Europa volgens de geografie van de Griekse auteur Strabo (64 v.Chr. - 19 na Chr.)

De kennis van de Germaanse volkeren en stammen voor de Grote Volksverhuizing is grotendeels gebaseerd op hetgeen door Romeinse schrijvers over hen is opgetekend. Zij maakten echter  geen systematisch onderscheid tussen Germaanse en Keltische stammen. De belangrijkste bron uit de tijd voor de 4e eeuw is De Germania van de geschiedschrijver P. Cornelius Tacitus.
De vraag is of er wel zoiets was als dé Germanen of de Kelten; dat zijn slechts verzamelnamen die de Romeinen gaven aan de min of meer los van elkaar levende groepen die toen het midden en het noorden van Europa bevolkten. Welke taal of dialect iedere groep precies sprak is niet vastgelegd en het is heel goed mogelijk dat dit in de loop der tijd veranderde. De Nederlanden waren lange tijd overgangsgebied tussen Kelten en Germanen en in hoeverre er onder de Bataven nog Keltisch gesproken werd is bijvoorbeeld niet echt duidelijk.

## Oorsprong

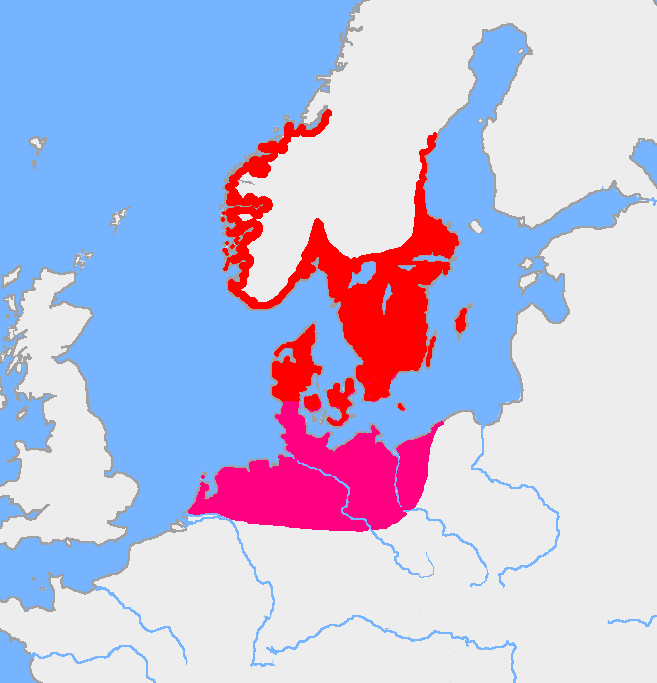
Verspreiding Germaanse cultuur in de IJzertijd, ca 500 - 60 v.Chr.

De linguïstische en culturele verwantschap van de Germanen met de Kelten, Slaven, Latijnen, Grieken en andere Indo-Europese volkeren is goed gedocumenteerd. Pas na het tweede millennium v Chr. moet de profilering van de afzonderlijke Germanen zich hebben voltrokken. Over de vroegste geschiedenis van de Germaanse volkeren weet men weinig meer dan dat ze omstreeks de 6e eeuw v Chr. in Scandinavië en rond de Oostzee leefden. Hier verdreven ze wellicht de eerder gearriveerde Saami en Baltische stammen, maar waarschijnlijker is dat ze zich er gedeeltelijk mee vermengden. Voor het Indo-Europees werden er in Europa andere talen gesproken waarvan echter niet veel sporen zijn overgebleven in het grootste deel van het huidige Europa. Toch zijn er wel enkele niet-Indo-Europese talen tot op heden in gebruik. Baskisch en Fins zijn een paar voorbeelden van een dergelijke taal. In hoeverre de sprekers van de vroegste Germaanse dialecten zich vermengd hebben met een eerdere niet-Indo-Europese bevolking is moeilijk te achterhalen en een onderwerp van soms verhitte discussie. Sommige taalkundigen nemen aan dat er een aanzienlijk aantal woorden in de Germaanse 'oertaal' overgenomen is van de vroegere bevolking rond de Oostzee (zie verder het artikel over een verondersteld niet-Indo-Europees substraat van het Germaans). Hun overwicht bestond eerder uit betere en ijzeren wapens en de strijdwagen dan uit grotere aantallen krijgers. De oorspronkelijke bevolking gebruikte toen nog bronzen wapens.

### Blond en blauwogig

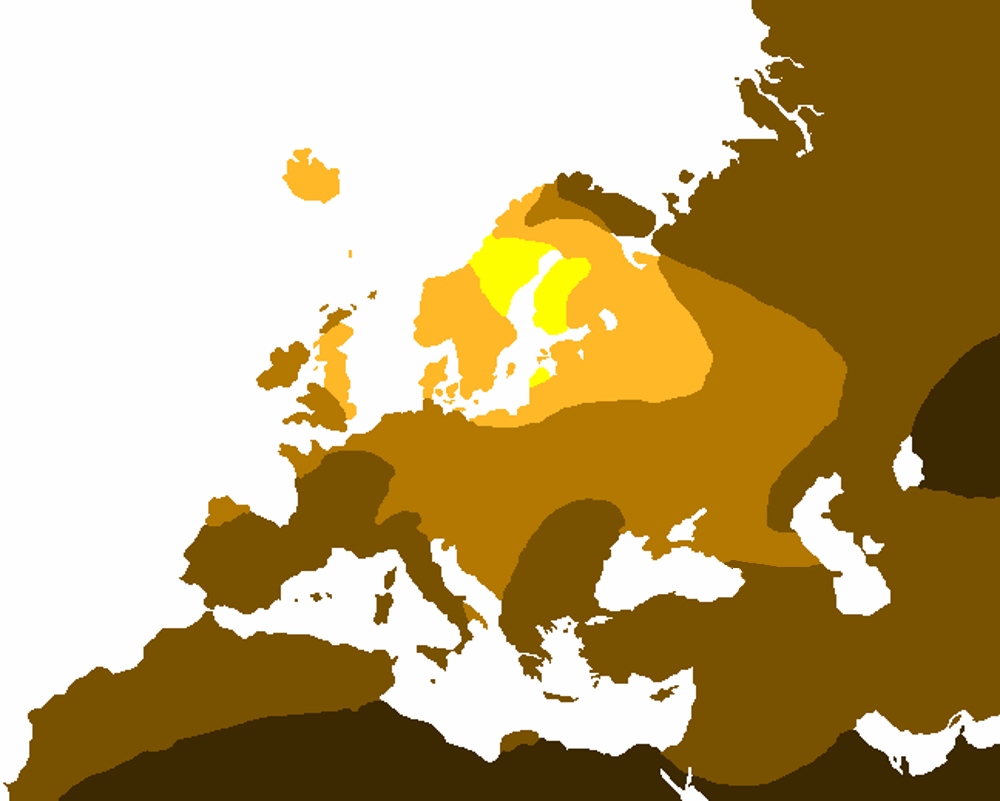
Percentage lichtharigen onder de Europese bevolking:
80—100%
50—79%
20—49%
1—19%
minder dan 1%

Er is in het verleden vaak beweerd dat de oorspronkelijke Germanen blond en blauwogig geweest zouden zijn. Dit blijft echter vaak giswerk, al worden deze kenmerken door Romeinse en Griekse schrijvers vaak wel toegeschreven aan de inwoners van het toenmalige Germania. Waarschijnlijk overheersten dan ook wel de lichtere haarkleuren onder de Germaanse volkeren. Maar dit geldt ook voor andere volkeren in Noord- en Oost-Europa. Ook vandaag zijn er veel andere volken in een wijde cirkel om de Oostzee met een groot percentage blonde en blauwogige mensen zoals de Samen, Balten, de West-Slaven en Oost-Slaven en de Finnen. Balten en Slaven zijn evenals de Germanen Indo-Europeanen, maar de talen van de Finnen en Sami behoren tot de Fins-Oegrische talen, die niet tot de Indo-Europese taalfamilie behoren. Het is heel goed mogelijk dat bijvoorbeeld de (deels) blonde, blauwogige bevolking van Scandinavië gedeeltelijk afstamt van mensen die een heel andere taal spraken dan Germaans. Het ziet er dus naar uit dat de 'oerbevolking' van deze streken al voor de komst van de Indo-Europese nieuwkomers de kenmerken blond en blauwogig had en door vermenging van de oude met de nieuwe bewoners deze doorgaf aan de huidige bevolking.

### Verspreiding

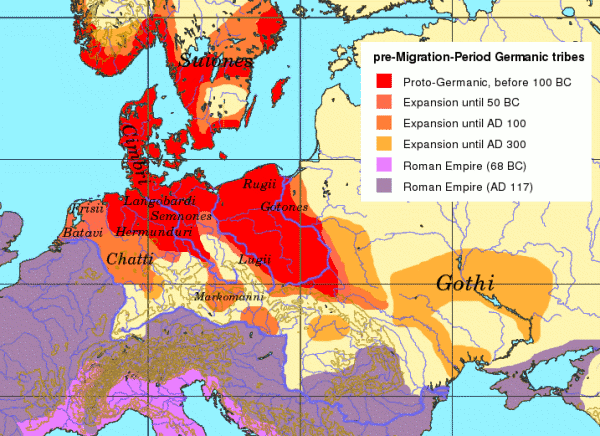
Germaanse stammen voor de volksverhuizingstijd

Na verloop van eeuwen ontstond er in de streek rondom de Oostzee een zekere overbevolking en veel Germaanse stammen migreerden naar de zuidelijke oever van de Oostzee om zich van daaruit geleidelijk naar het oosten, zuiden en het westen te verspreiden. Een voorbeeld daarvan is het volk van de Wielbark-cultuur dat omstreeks de eerste eeuw in Polen leefde en door de meeste archeologen geïdentificeerd wordt als de Goten. Er ontstonden in de loop der tijd vele verschillende volksstammen, die op verschillende tijdstippen en plaatsen met andere namen werden aangeduid (bijvoorbeeld de Friezen, Toxandriërs en Kaninefaten). Hierdoor is het moeilijk hun migraties afzonderlijk te volgen. De geschiedschrijver Tacitus verdeelde hen in drie groepen: de Ingvaeones, Herminiones en Istvaeones, naar de mythische drie zonen van de oervader Mannus.
Plinius de Oudere maakt in boek IV van zijn Naturalis Historia een verdeling in 5 groepen:
- de Vandili, waartoe volgens hem de Burgodiones, Varinnae, Charini en Gutones behoorden
- de Ingvaeones, bestaande uit de Cimbri, de Teutoni en de volken der Chauci;
- de Istvaeones, die het dichtst bij de Rijn woonden;
- de Hermiones (Suebi, Hermunduri, Chatti en Cherusci);
- de Peucini Basternae, aan de grenzen met Dacië.

Meer praktisch nut heeft vermoedelijk de door taalkundigen gehanteerde indeling in Noord-, West-, en Oostgermaanse talen. Omstreeks de vijfde eeuw waren de belangrijkste volken de Saksen, Franken, Juten, Angelen, Goten (zowel Ostrogoten als Visigoten), Bourgondiërs en Vandalen.

## Levenswijze en cultuur
Leven en cultuur van al deze volken verschilden onderling niet zo veel omstreeks de tijd dat de Romeinen hun macht over Europa uitbreidden. Zo bestonden de westelijke volksstammen voornamelijk uit landbouwers, de oostelijke uit schaapherders en veehoeders. Allen waren erg gesteld op hun onafhankelijkheid en hadden geen sterke stamverbanden. In tijden van crisis werd er door de aanzienlijke mannelijke stamleden een leider gekozen maar deze moest steeds de belangen van de 'kiezers' in het oog houden. Wel waren er jaarlijks bijeenkomsten van de stamhoofden onderling.

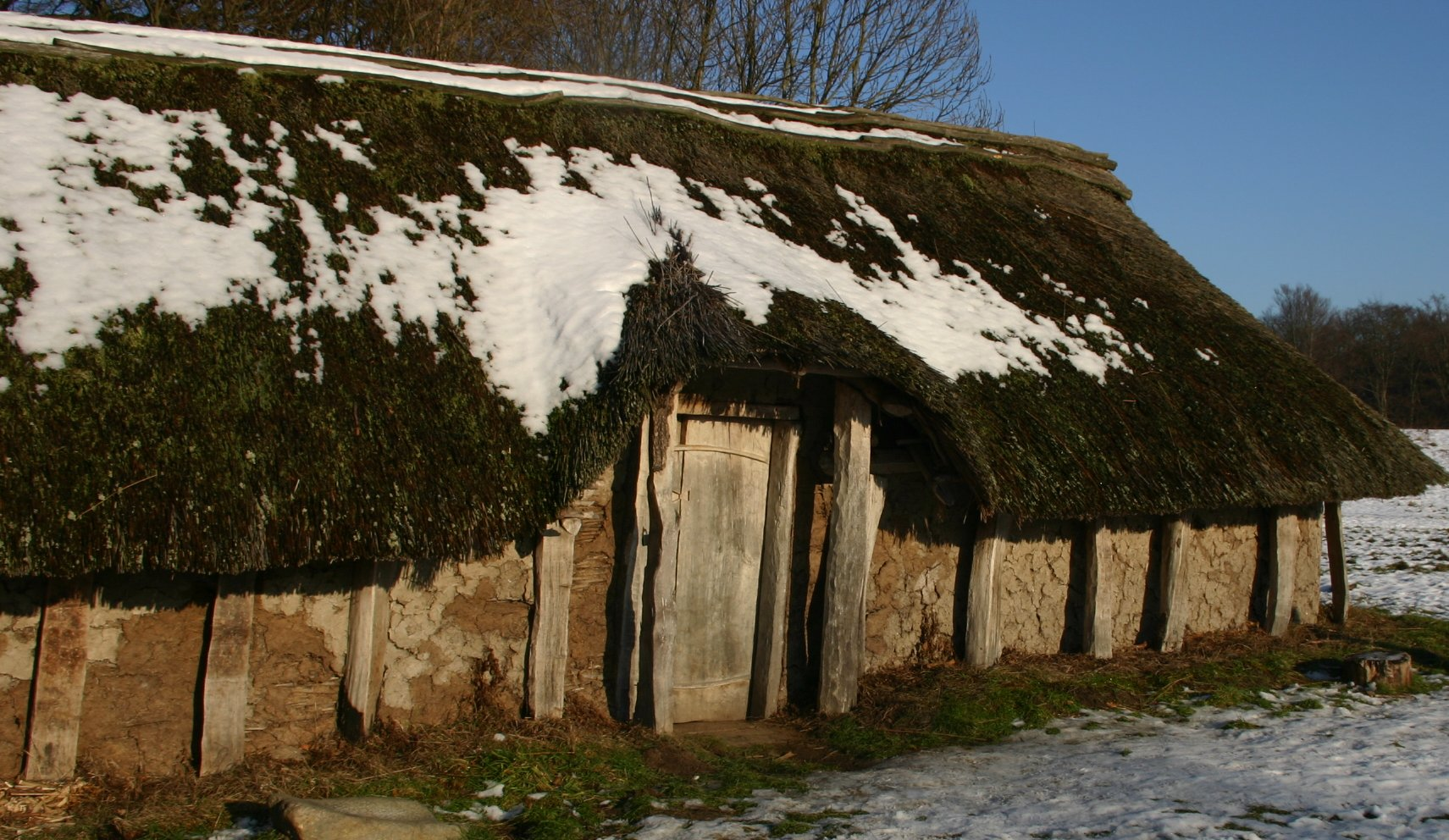
Jernalderhus – Reconstructie van een langhuis uit de ijzertijd ca. 400 na Chr. in het Moesgaard-Museum bij Aarhus (Denemarken)

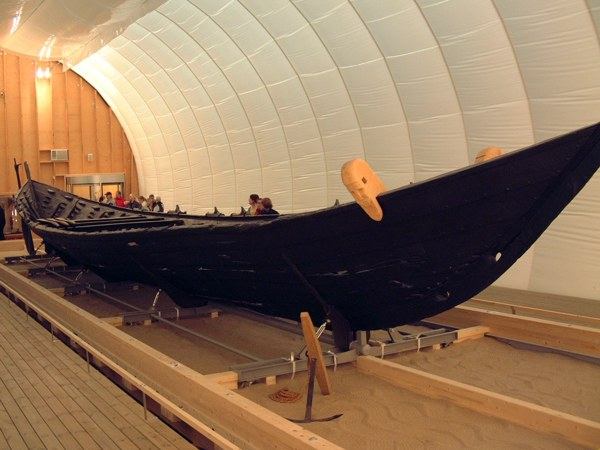
Nydamboot uit de 4e eeuw

De Germaanse maatschappij had zich gegroepeerd rond sibben, families en geslachten met een gemeenschappelijke legendarische voorouder. Oorspronkelijk betrof dit nakomelingen van eenzelfde voormoeder. Het was niet toegestaan te trouwen met iemand uit dezelfde sibbe, meestal uitgelegd als iemand met een gemeenschappelijke grootmoeder. De stammen werden geregeerd door edelen. Verder is er sprake van vrijen, half-vrijen (liten) en slaven. De vrije mannen mochten het woord voeren in de volksvergadering. De meeste stammen leefden in kleine dorpjes, bestaande uit langhuizen. Hierin leefden meestal verschillende generaties van de zogenaamde grootfamilie en het vee gezamenlijk onder een dak. De huizen waren gemaakt van hout, meestal met leem bestreken vlechtwerk wanden met een strodak. Belangrijke stamhoofden of krijgsheren hadden soms grote en gerieflijke rijkversierde huizen met een grote vergader- annex feestzaal tot hun beschikking. Stenen huizen waren niet gebruikelijk, maar werden tijdens de Romeinse tijd geïntroduceerd.
De Germanen waren waarschijnlijk constant in kleine oorlogjes betrokken waarbij vermoedelijk het aantal doden en gewonden door algemeen geaccepteerde 'oorlogsregels' binnen de perken bleef. In de Engelstalige literatuur wordt dit aangeduid met de term endemic warfare (verdere info bij de Engelse wiki onder deze term). Hierbij voeren slechts de krijgsheren en hun
directe gevolg (de comitatus) oorlog. Waarschijnlijk konden de jonge krijgers in deze oorlogjes hun 'mannelijkheid' bewijzen om opgenomen te kunnen worden in de rangen van de volwassenen en was dit, naast rivaliteit over de grenzen van het territorium, een van de belangrijkste redenen om geregeld de krachten te meten. Bij de weinige volkeren die heden nog in stamverband leven is dit een belangrijke reden om de onderlinge rivaliteit van buurstammen in stand te houden.
De Germanen bedreven landbouw vooral door de begroeiing van woeste grond plat te verbranden en zaad in de door as vruchtbaar geworden bodem te werken. Daarnaast werden er ook kleine akkertjes, zogeheten raatakkers, permanent bebouwd en bemest. Een vrij man verwierf zich echter meer aanzien door vechten en plunderen dan door akkerbouw te bedrijven. Daarom namen ook vrije mannen deel aan de strijd. Succesvolle aanvoerders verzamelden krijgers om te plunderen; een dergelijke schare noemde Tacitus een comitatus. Door de lust naar plunderen werd het Romeinse Rijk een belangrijk doelwit voor de Germanen.

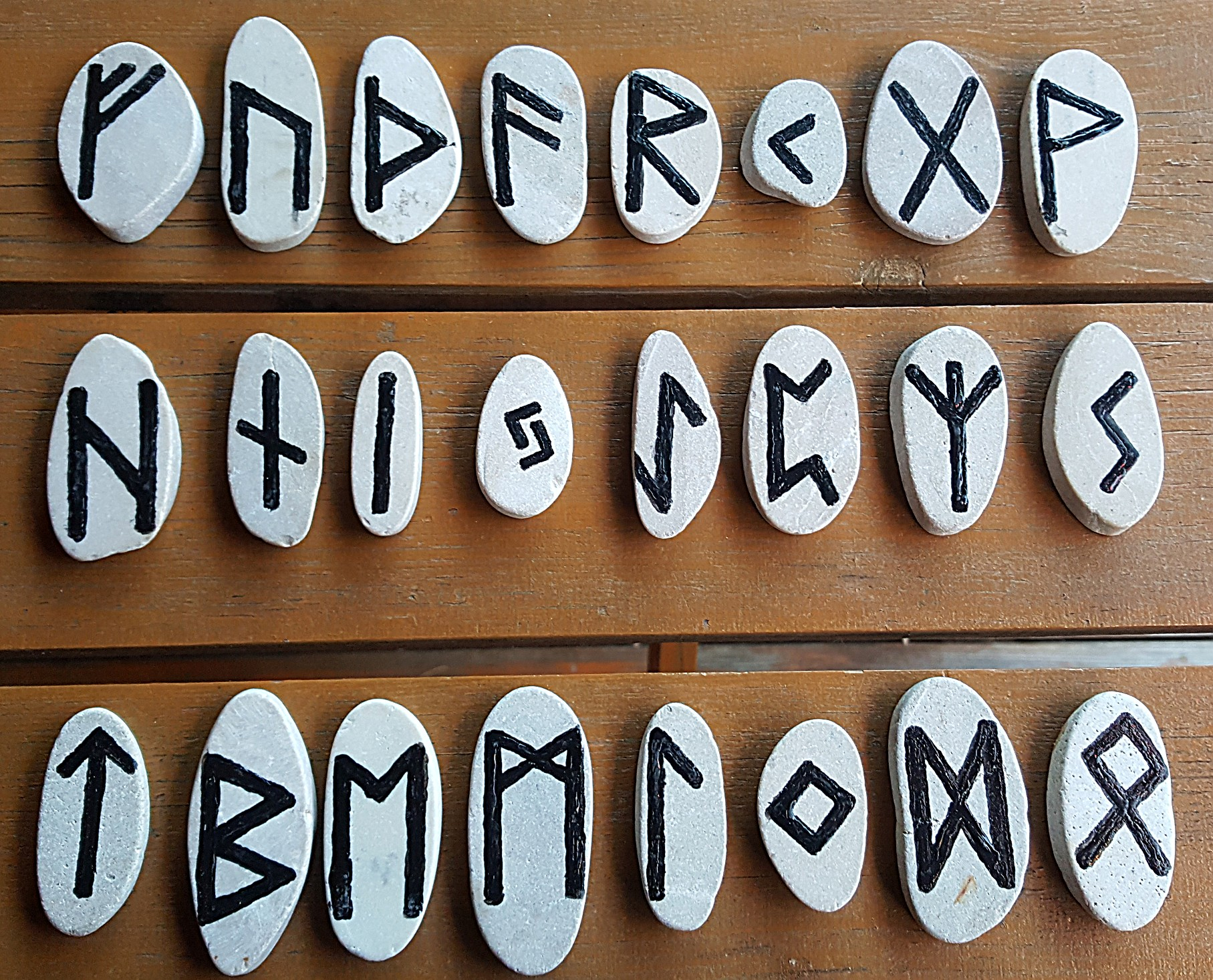
Het oudere Futhark, de eerste Germaanse schrifttekens

Voor schrijven werd het runenalfabet gebruikt. Hiermee beschreven de Germanen vooral grootse daden, maar in het Noorse Bergen zijn ook runeninscripties voor dagelijks gebruik aangetroffen, de zogeheten Bryggen-inscripties. Daarbij gaat het om namen, gebeden (meestal in het Latijn), persoonlijke berichten, zakelijke brieven en uitingen van vriendschap. Toch schreven de Germanen niet veel op, want er was geen uitgebreide literatuur. Wel hadden de Germanen waarschijnlijk een rijke orale cultuur, waarin voorgedragen poëzie een belangrijke rol speelde. Enkele van deze liederen zijn het Nibelungenlied, de Thidrekssaga, het Hildebrandslied en de poëtische Edda's. Die werden opgeschreven in de vroege middeleeuwen; de oudste inscriptie in een Germaanse taal dateert uit de eerste helft van de 5e eeuw v.Chr.; ze staat op de Negauer helm die bewaard wordt in het Kunsthistorisches Museum Wien.
De Germanen hadden een rijke materiële cultuur, die veel overeenkomsten met de verwante Keltische cultuur vertoonde. De weefkunst was goed ontwikkeld. De Romeinen spraken met bewondering over de veelkleurige wollen kleding die de Germaanse vrouwen droegen. Ook de aanzienlijke mannelijke krijgers besteedden veel aandacht aan hun uiterlijke verzorging. Bewonderd door de Romeinen werd eveneens de sterk ontwikkelde smeedkunst. In grotere nederzettingen was meestal een vaste smid aanwezig. Kleinere dorpjes maakten gebruik van de diensten van rondreizende smeden. De leiders van krijgsbenden of legers hadden meestal ook een of meerdere smeden in vaste dienst voor de vervaardiging en het onderhoud van wapentuig. Tijdens de Grote Volksverhuizing werden de Germaanse wapens zelfs superieur geacht aan de Romeinse. De ornamentele kunst heeft sublieme werkstukken opgeleverd zoals opgegraven grafgiften nog getuigen. Veel Germanen, als ze het zich konden veroorloven, droegen evenals de Kelten deskundig gemaakte gouden hals- en armbanden: torques.
De Romeinen gebruikten in latere tijden torques die als oorlogsbuit op Kelten en Germanen veroverd waren zelfs als gewild onderscheidingsteken en betaalmiddel voor verdienstelijke soldaten.

## Geloofsopvatting
Een priesterkaste met als taak de religieuze cultuur vaste vorm te geven en over te dragen, zoals bij de verwante Kelten de druïden, was er niet. Maar er leefde wel een eigen Germaanse mythologie op de achtergrond, die van de ene generatie op de andere in verhalen bij de haard door de ouderen werd overgeleverd. De verhalen, de namen van de goden, de helden en andere mythische figuren varieerden soms wat van de ene stam tot de andere, maar waren grosso modo alle op eenzelfde stramien gebaseerd. Zo geloofde men in meerdere werelden die met elkaar in contact stonden, een godenwereld met een oppergod (Wodan of Odin), een onderwereld met slangen, draken en andere mythische wezens, en daartussen de mensenwereld. Al deze werelden werden bij elkaar gehouden door een reusachtige levensboom Yggdrasil, tegelijk de boom van kennis. Veel van de in de 9e tot de 12e eeuw in omloop zijnde verhalen in Noord-Europa daarover werden gebundeld in een literair werk, de Edda. Dit is het werk van een Oud-IJslandse geleerde die beducht was voor de teloorgang van de befaamde dichtkunst van de Germanen in een periode van toenemende kerstening. Hoe groot de verschillen waren met de mythologie van de meer zuidelijke Germanen is moeilijk te achterhalen: deze waren in de tijd van de val van het West-Romeinse Rijk grotendeels al tot het christendom overgegaan. De Germaanse religie zal zich in het nog 'heidens' gebleven Scandinavië sinds Romeinse tijden ongetwijfeld verder ontwikkeld hebben. Tacitus maakt geen melding van 'typisch (noord) Germaanse' goden als Wodan, Donar, Balder of Freya maar deze Romeinse schrijver had waarschijnlijk geen volledig overzicht van de Germaanse godsdienst van zijn tijd.

## Romeinen en Germanen

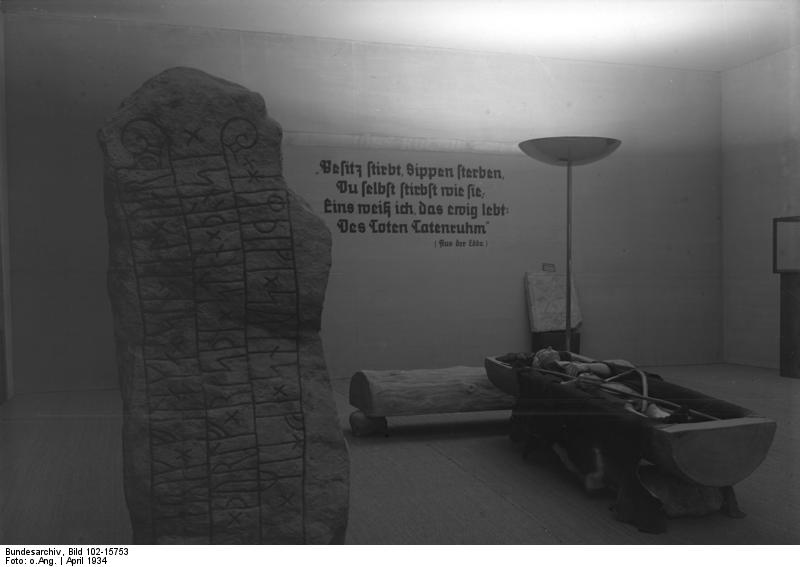
Germaanse krijger in een boomkist en een runensteen

Toen de Romeinen Gallië binnenvielen, waar ze de Keltische bewoners versloegen, kwamen ze in het noorden ook (opnieuw) in aanraking met de Germanen. De Romeinen hadden namelijk al eens kennisgemaakt met een Germaans/Keltische invasie van Cimbren en Teutonen in de 2e eeuw v.Chr.. De Romeinse veldheer Gaius Marius wist hen toen te verslaan (102 v.Chr.). Aanvankelijk beschouwden de Romeinse geschiedschrijvers hen gewoon als 'barbaren'. Tacitus echter, die in de eerste eeuw leefde, vond de Romeinen van zijn tijd decadent en slap en hield zijn landgenoten de ruwe maar dappere Germanen als voorbeeld van 'echte mannen' voor.
Gezien de krachtsverhoudingen tussen Romeinen en Germanen is het lange tijd de vraag geweest hoe de oorlog tussen deze twee volkeren in het voordeel van de Germanen beslecht kon worden. Aan de ene kant vocht immers een hoogst professioneel, goed getraind leger met een grote militaire traditie, aan de andere kant naar verhouding veel minder goed bewapende groepen Germanen, zonder al te veel oefening, discipline en professionaliteit. Het antwoord hierop heeft waarschijnlijk te maken, naast toevalsfactoren als weersomstandigheden en wel of niet bekwame veldheren op de verkeerde of goede tijd en plaats, met de geografische en klimatologische omstandigheden. Met name de aanwezigheid van venen en bossen is hierbij waarschijnlijk van doorslaggevend belang geweest. Hier hadden de Germanen, die het terrein kenden en licht bewapend waren, een groot voordeel op de Romeinen, die gewend waren aan het inzetten van zware infanterie en artillerie en dammen en dijken moesten aanleggen om überhaupt te kunnen oprukken.
Overigens impliceert dit geen absolute tegenstelling tussen Germanen en Romeinen, want vele stammen leverden hulptroepen en de Bataven stonden zelfs als elitetroepen bekend. Na de nederlaag in 9 n.Chr. van Varus met zijn legioenen in het Teutoburger Woud brokkelde de directe Romeinse invloed in Germania Transrhenanum (Germania over de Rijn) echter snel af. Na de nederlaag van Varus beperkten de Romeinen zich tot gebruik van de Rijn en de Donau als een natuurlijke westelijke en noordelijke verdedigingslinie. Via onder andere steeds intensievere handelscontacten namen de Germanen toch veel over van het naburige Romeinse rijk. Naast veel oorspronkelijk Romeinse materiële en culturele verworvenheden verspreidde zich ook het christendom onder de Germaanse stammen buiten het rijk, vooral in de 4e eeuw.
Vanaf het einde van de 4e eeuw begonnen Germaanse stammen in steeds grotere aantallen het Romeinse Rijk binnen te dringen.

## Germanen de nieuwe heersers van West-Europa

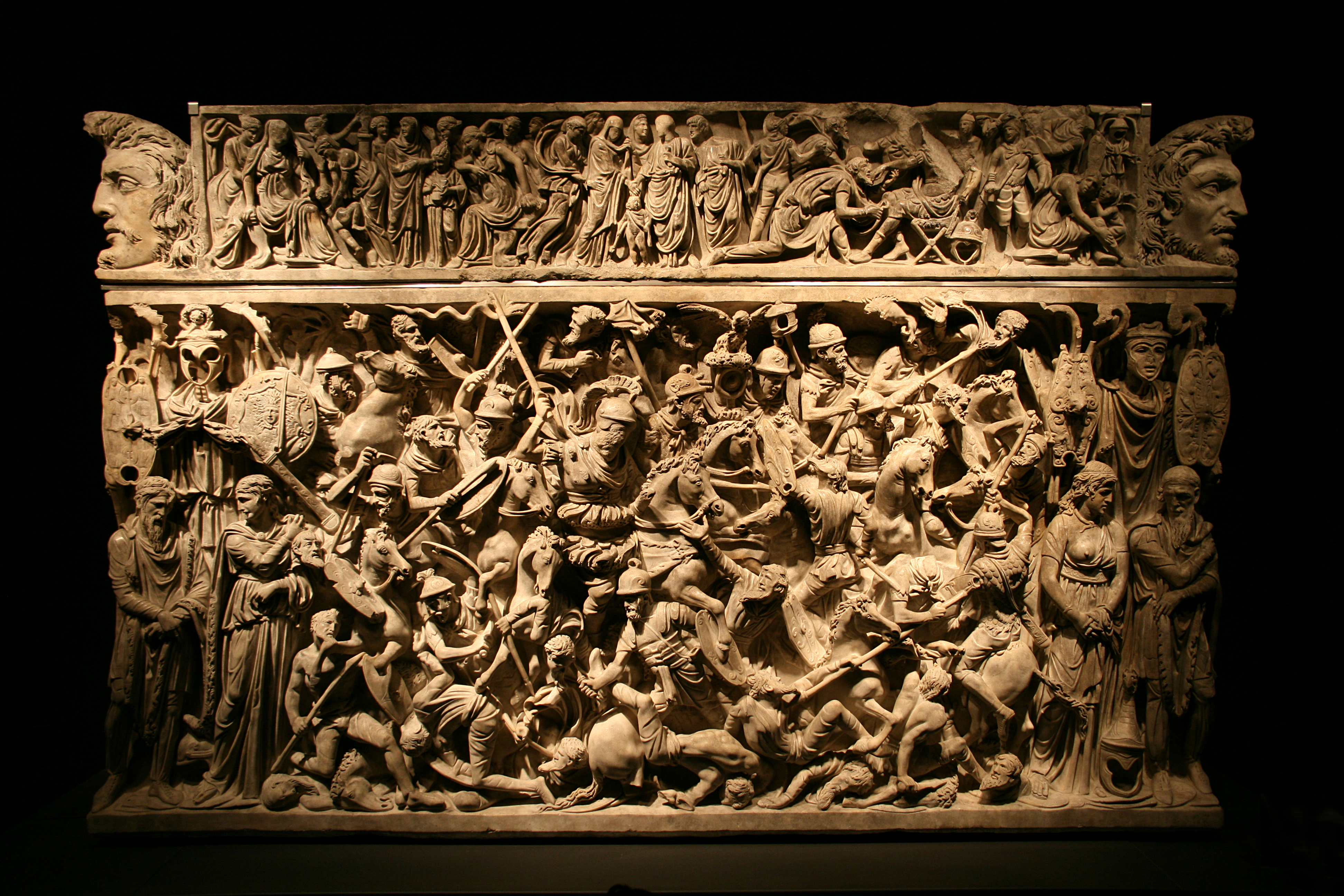
Portonaccio-sarcofaag waarop Germanen in gevecht zijn met Romeinen

Dit ging vrij gemakkelijk omdat inmiddels het Romeinse Rijk gesplitst was in een West-Romeins en Oost-Romeins deel. Terwijl het Oostelijke deel zich nog goed kon verdedigen doordat de economische basis daar nog steeds sterk genoeg was om de middelen daarvoor te kunnen verschaffen, verzwakte de West-Romeinse defensie aanzienlijk. Door een toenemende druk op de grenzen had de West-Romeinse regering meer soldaten nodig en dus meer belastingen om hun soldij te betalen. Maar hier rees een groot probleem: er blijkt een bevolkingsafname te zijn opgetreden waarschijnlijk door een of andere epidemie. Rome had dus een tekort aan belastingbetalers.
Tevens veranderden de keizers de militaire verdediging drastisch. Ze verplaatsen uit veiligheidsoverwegingen vele troepen van de grenzen naar de grotere steden om de soldaten over het hele rijk te verspreiden. Meestal om de eigen bevolking onder de duim te houden omdat door de steeds hogere belastingdruk en toenemende onvrijheid voor de burgers vele opstanden dreigden. Door de vele onderlinge oorlogen van de verschillende kroonpretendenten werd er vaak binnen het Romeinse Rijk meer strijd geleverd dan aan de grenzen. De uitgedunde grensbewaking kon echter de steeds talrijkere invallen van al dan niet plunderende Germanen moeilijk tegenhouden. Om de grenzen toch te verstevigen, bedachten de Romeinse machthebbers een andere politiek, het foederatibeleid. Germanen die in een vroegere periode toegelaten waren om zich op Romeinse bodem te vestigen (en zodoende het land te ontginnen en de nodige belastingen te betalen aan de keizer) ging men inlijven in het Romeinse (grens)leger. Andere volkeren over de Rijn werden ook aangespoord dit voorbeeld te volgen. In ruil mochten ze hun leider behouden, hun cultuur en hun naam. Maar ze mochten dan enkel nog dienen onder de keizer.

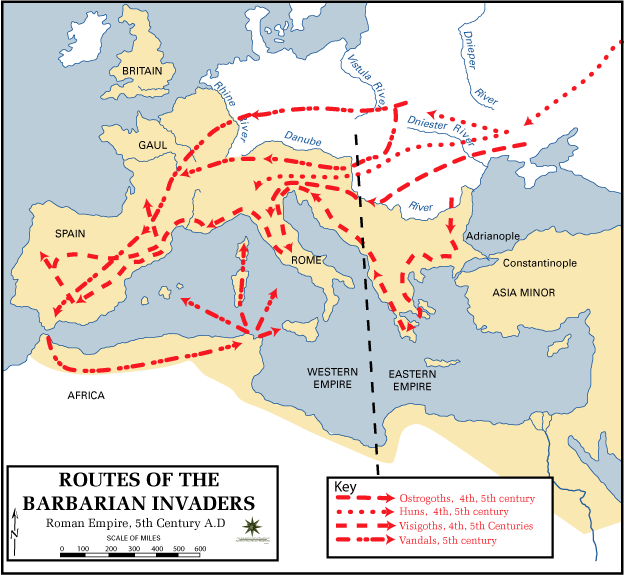
Routes van de Germaanse invasies tijdens de Grote Volksverhuizing

Van lieverlede gebruikten de Germaanse stammen op Romeinse bodem wel de zo geboden mogelijkheid om hoger op te komen. Tegen het einde van het West-Romeinse Rijk telde de Romeinse legerleiding meer Germanen dan Romeinen en beslisten zij meestal wie de keizer werd.

In de 2e eeuw na Christus trokken de Goten van Zuid-Zweden via de kusten van de Oostzee naar Zuid-Rusland. Gaandeweg vormden zich twee groepen: de Ostrogoten in het oosten en de Visigoten in het westen van dit uitgestrekte steppegebied. Visigoten betekent overigens 'dappere Goten'. Tijdens de crisis van het Romeinse Rijk in de derde eeuw ondernamen de Goten herhaaldelijk plundertochten op Romeins grondgebied. Onder de keizers Diocletianus en Constantijn werden de grenzen weer hersteld. De ten noorden van de Donau gelegen provincie Dacia werd echter door de Romeinen ontruimd, waarna de Visigoten er zich vestigden. Vele Visigoten namen dienst in de Romeinse legers; anderzijds waren het Romeinse kooplieden die een aanzienlijk deel van hun voedsel leverden. Rond het jaar 400 vroegen de Visigoten bescherming op Romeins grondgebied omdat ze zelf door de uit Azië aanstormende Hunnen verdreven werden. Hun verzoek werd ingewilligd. Ze werden echter slecht behandeld door de Romeinse autoriteiten en herhaaldelijke verzoeken aan de keizer om verbetering in hun omstandigheden te brengen haalden niets uit. Ten slotte sloegen de Visigoten aan het plunderen en veel Romeinse legioenen werden zo gebonden omdat ze hen tegen moesten houden.
Toen andere Germaanse stammen die buiten het rijk woonden tegelijkertijd rechtstreekse aanvallen gingen ondernemen, was de tegenstand van het toen reeds sterk verzwakte leger niet meer afdoende. Het hek was van de dam en massaal stroomden de Germanen over de grenzen. Veel Germaanse stammen zagen kans om onafhankelijke koninkrijkjes op Romeins gebied te vestigen. Voorbeelden waren de Franken met hun centrum rond Doornik en de Bourgondiërs aan de Midden-Rijn. Andere stammen zoals de Vandalen trokken al plunderend gedurende tientallen jaren steeds dieper het Romeinse gebied binnen zonder nog ernstige tegenstand van de Romeinen zelf te krijgen. Als er al nederlagen waren dan was dat meestal bij tegenstand van andere Germaanse stammen die zich soms (tijdelijk) verbonden hadden aan de snel verzwakkende Romeinen.
In 430 moesten de Romeinen zelfs de hulp van de Hunnen inroepen om het Bourgondische koninkrijk bij de stad Civitas Vangionum (nu Worms) te verslaan. In 436 werd dat rijk vernietigd. Deze strijd werd overigens de grondslag voor de middeleeuwse sage van de nibelungen.
In 429 veroverden de Vandalen, vooruit geduwd door de Visigoten, vanuit Spanje het Noord-Afrikaans gebied tot en met de stad Carthago (in het huidige Tunesië), het tweede centrum van Romeinse cultuur, en de tarweschuur die grotendeels Italië van voedsel voorzag. Ze bouwden vlug een machtige vloot op die deze stad als basis had en namen snel de Romeinse luxueuze levenswijze over. Daarbij vrijwaarden zij het culturele erfgoed aldaar, in tegenstelling tot wat hun naam doorgaans oproept. Van Carthago uit stroopten de Vandalen een tijdlang de Middellandse zee af als piraten maar begonnen geleidelijk normale handelsbetrekkingen waarbij zij de oude vaarroutes overnamen en domineerden, totdat de Byzantijnse generaal Belisarius hen versloeg in de 6e eeuw.
Na de definitieve val van het West-Romeinse imperium werden de eens zo misprezen Germaanse volkeren de nieuwe meesters van West-Europa. De Visigoten heersten over een groot deel van Spanje, de Franken werden de meesters van Frankrijk, bijna heel het huidige deel van België, Nederland en het Rijnland, de Ostrogoten (Oost-Goten) vestigden op hun beurt hun macht in Italië en in een uitgestrekt gebied ten noorden en ten oosten daarvan. Hun koninkrijken werden de kernen van de huidige Europese staten. In het vroegere Romeinse Rijk vormden de Germanen maar een dunne heerserslaag over de veel grotere Latijnstalige bevolking. Geleidelijk assimileerden de Germanen en namen de taal en gewoonten van hun onderdanen over. Buiten het vroegere rijk versmolten eveneens de Germaanse stammen met elkaar en tegen het jaar 1000 was het stammenonderscheid nog maar van weinig betekenis.

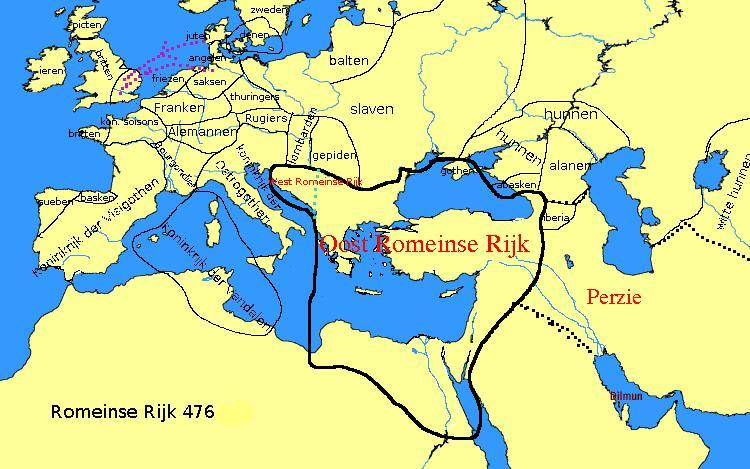
Het Romeinse Rijk na de Ostrogotische verovering van Italia in 493.
Terwijl het Oost-Romeinse Rijk tamelijk ongeschonden de volksverhuizing is doorgekomen is het West-Romeinse Rijk praktisch verdwenen. Het voormalige grondgebied werd ingenomen door Germaanse stammen, die in theorie wel de Oost-Romeinse keizer erkennen als opperheer, maar in de praktijk hun eigen gang gaan.

## Germaanse stammen

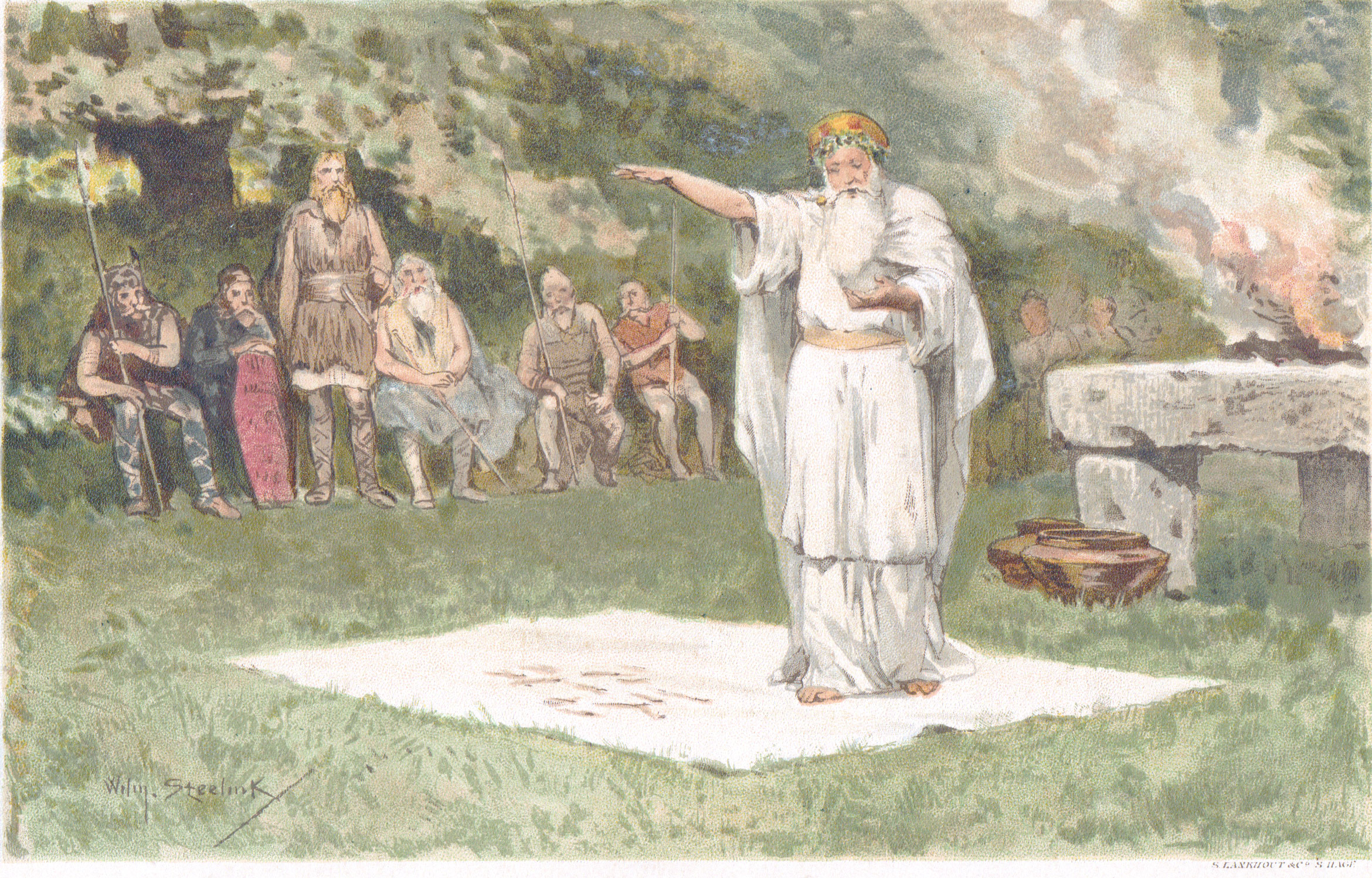
Germaanse raadsvergadering

Zoals in de inleiding aangegeven was het niet eenvoudig om de verschillende stammen goed te onderscheiden. Veel stammen waren op verschillende tijden onder diverse namen bekend. Ook kwam het geregeld voor dat een stam zich afscheidde van een hoofdstam en tevens een nieuwe naam ging voeren. En ook gingen stammen soms weer op in een groter verband: bijvoorbeeld de Franken bestonden oorspronkelijk uit een groot aantal verschillende stammen die geleidelijk samensmolten. Dit proces van opsplitsen en weer samengaan van de diverse Germaanse stammen was in de eeuwen rond de jaartelling nog redelijk gemakkelijk omdat de Germanen onderling nog goed verstaanbare talen spraken. Ook hun stamculturen en gebruiken waren nog erg homogeen.
Moderne historici zijn het nog niet eens over stammen uit de (Late) Oudheid, er bestaat twijfel of er überhaupt wel over duidelijke stammen kan worden gesproken. Historici beargumenteren dat in principe iedereen lid kon worden van een stam, en dat de stammen eigenlijk niets meer dan uitvindingen van Romeinse schrijvers zijn. Romeinse schrijvers gaven vaak een naam aan bewoners van een bepaald gebied, zoals de 'Goten', terwijl men eigenlijk niet wist of er wel enige verwantschap tussen deze bewoners bestond. In later tijden kon iedereen die dat wilde zich aansluiten bij een stam of er zelfs een vormen. Dit was het geval bij de Visigoten onder Alaric, deze stam bestond waarschijnlijk uit een groep 'originele' Goten met daarbij aangesloten groepen andere Germanen en ook vele Romeinen die hun kans op buit roken. Ook de Franken, een andere 'stam', trokken vele Romeinen aan om Frank te worden door het 'uitvinden' van een gemeenschappelijke geschiedenis met de Romeinen.

## Germanen in het nazisme
Binnen de ideologie van het nationaalsocialisme speelden bepaalde racistische opvattingen omtrent de Germanen een sleutelrol. Kernbegrippen waren hierbij de termen Rasse, Volkstum en Raum. De rol van de Germaanse volkeren tijdens de volksverhuizingen werd door de Duitse nazi's positief gewaardeerd. Het beeld dat zij hadden (en neo-nazi's nog altijd hebben) over de Germanen als 'ras en volk' is echter wetenschappelijk gezien onjuist en heeft met de historische realiteit niks te maken. Aangezien rasvermenging binnen het nazisme als zeer schadelijk werd beschouwd, werd de natuurlijke vermenging, die in het verleden uiteraard ook tussen de Germanen en naburige volkeren voortdurend had plaatsgevonden, door de nazi's systematisch ontkend. Zij noemden de Germaanse volkeren ook wel Ariërs (zie ook Ariosofie). Veel nationaalsocialisten waren van mening dat de Germanen een uitverkoren volk waren dat in hun bloed de Germaanse ziel mee zou dragen waaraan door natuurgoden de wereldheerschappij zou zijn toebedeeld. Hun visie was erg etno-racistisch en 'romantisch' en gebaseerd op een selectieve mengeling van wat uit Romeinse en Oudnoorse bronnen bekend is geworden.